# Intraoperatives Floppy-Iris-Syndrom
Das Intraoperative Floppy-Iris-Syndrom (kurz IFIS) ist eine mögliche Komplikation der Kataraktchirurgie (grauer Star).
Das Syndrom wurde 2005 erstmals beschrieben.

## Symptome
- undulierende Iris[1]
- Irisvorfall[1]
- fortschreitende intraoperative Pupillenverengung[2]

IFIS kann weitere Komplikationen während und nach der Operation begünstigen.

## Assoziation
Es scheint einen Zusammenhang mit der Einnahme von Alpha-1-Rezeptorantagonisten zu geben.
Alpha-1-Rezeptorantagonisten werden zur Behandlung von Lower Urinary Tract Symptoms sowie Prostatavergrößerung angewendet. Die Antipsychotika Risperidon und Paliperidon sind ebenfalls mit erhöhtem Risiko assoziiert. Es gibt auch Fälle von IFIS bei Patienten ohne Behandlung mit bisher als IFIS auslösend bekannten Medikamenten.
Es sind überwiegend Männer, aber auch Frauen betroffen.

## Vorbeugung
Die Meinungen zum Absetzen von mit IFIS assoziierten Medikamenten vor einer Operation gehen auseinander, weil IFIS auch noch Monate (oder Jahre) nach Absetzen assoziierter Medikamente auftreten kann.
Idealerweise wird die Kataraktchirurgie vor einer Behandlung mit assoziierten Medikamenten durchgeführt. Auf jeden Fall sollte vor der Operation genau abgeklärt werden, ob der Patient mit IFIS-assoziierten Medikamenten behandelt wurde (auch wenn sie länger (auch Jahre) zurückliegt). Bei Frauen sind insbesondere Off-Label-Anwendungen zu bedenken. In einigen Ländern sind mit dem Syndrom assoziierte Medikamente rezeptfrei erhältlich, so dass Patienten ohne Kenntnis ihres Arztes an das Medikament kommen können.
Präoperativ kann geprüft werden, wie gut sich die Pupille medikamentös erweitern lässt. Lässt sich die Pupille schlecht erweitern, ist die Gefahr von IFIS erhöht, wobei auch andere Gründe für eine schlechte Dilatation verantwortlich sein können. Einige Augenärzte empfehlen, vor dem Einsatz von IFIS assoziierten Medikamenten eine augenärztliche Untersuchung durchzuführen.

## Weitere Risikofaktoren
- Hypertonie[12]
- Alter[12]